# Caprices Festival
Il Caprices Festival, festival dei Capricci in italiano, è un festival di musica pop che si tiene ogni anno a marzo a Crans-Montana, località di sci e golf nel cantone Vallese, in Svizzera.
Il Festival oltre ai concerti offre anche divertimenti e musica nei rifugi sulle piste, gare di snowbord e freestyle sia allo snow-park di Aminona che sulle piste.

## Storia
- 1ª Edizione - dal 3 al 7 marzo 2004

Un piccolo gruppo degli amici, tutti fan di musica, si pose una sfida: organizzare, in poco tempo, un festival di musica di invernale in Svizzera. La scommessa è stata vinta, tra il 3 - il 7 marzo 2004, a Crans-Montana hanno ballato alla prima edizione del Festival dei capricci circa 10.000 spettatori.
Artisti presenti: Alpha Blondy - Amp Fiddler - Asher Selector - Carl Craig - Dj Cabanne - DJ Ravin - Earl Zinger - Fillet of Soul - Fredéric Galliano and the African Divas - Gilles Peterson - Jazzanova - Keziah Jones - Knokout - Kristel Adams - Lamb - Laurence Revey - Luciano - Luke Slater Martina Topley-Bird - Med in Mars - Mirko Loko - Noa - O.F.X. - Orishas - Popa Chubby - Quantic Soul Orchestra - Raphaël Mezrahi - Sety - Soel - The Freestylers – Watcha
- 2ª Edizione - dal 26 febbraio al 6 marzo 2005

Non meno di 80 concerti ed eventi sono stati organizzati fra il centro congressi (con la relativa nuova fase, il marquee), le piste di pattinaggio e nelle vie della città sciistica. Per la prima volta, il Festival dei capricci organizza un concorso per il miglior giovane talento svizzero. Si contano circa 11.500 spettatori.
Artisti presenti: 2 Faces - 2 Many DJ's - Alex Attias - Asian Dub Foundation - Bazooka Team - Colour of Fire - Dandy Jack - Deep Purple - Derrick May - Dj Enzo - Djiva - Domenico Ferrari - Don Ramon - Favez - Frédéric Recrosio - Gad Elmaleh - Husky Rescue - Jeff Mills - Krust - Laetitia Shériff - Lee Perry - Magma - Mandrax - Martina Topley Bird - Med In Mars - Mental Onanizm - Mirko Loko - Mmagic Groove - Morcheeba - Mouss et Hakim - Patrice - Piers Faccini - Quenum - Reasons - Red – Ripperton - Roni Size - Roy Ayers - Sarah Bettens - Sinclair - Sonja Moonear - Texas - The Servant
- 3ª Edizione - dal 3 al 12 marzo 2006

Si contano circa 15.000 spettatori.
Artisti presenti: Anne Roumanoff – Smaïn – Starsailor – Syd Matters – The Roots – Folk Off: Ensemble de Cuivres Valaisan & Glen of Guinness – Amadou et Mariam – John Butler Trio – Robert Plant – Skye – Lou Reed – Marc Aymon – Asher Selector – Earl 16 – Junior Kelly – Prince Alla – Prince Malachi – Coldcut – DJ Kentaro (Ninja Tune) – Déborah & Just One – Hirsute – Emilie Simon – Jérémie Kisling – Lole – Water Lily – Dandy Jack & Junction SM – Guido Schneider – Luciano – Ricardo Villalobos.
- 4ª Edizione - dal 7 all'11 marzo 2007

Si contano circa 17.500 spettatori.
Artisti presenti: The Jamel Comedy Club Débarque - Iggy & The Stooges – Samael – MXD – P.M.T. – Joss Stone – Tété - Martina Topley-Bird - To The Vanishing Point - Circus feat. Neneh Cherry – Erykah Badu - Theresa Rhodes - Lovebugs - DJ Zebra - Laurence Revey – Polar - Dub Incorporation - Kajeem - Macka B - Selekta G - Soldia Sound - Isolée - Lazy Fat People – Nôze - Ricardo Villalobos – Sety - Dorian Gray – Elfish - Modern Dance Hall - Richtaste
- 5ª Edizione - dal 26 al 30 marzo 2008

Yann Lambiel - Anthony Kavanagh - The Moonraisers - Mattafix - Eagle-Eye Cherry - The Toots - Noa - Keziah Jones - Gilles Patterson - Max Romeo - Moonshine Sessions - William White - Little Barrie - Nouvelle Vague - Dionysos - Grandmaster Flash - MC Solaar - Shadow & Cut Chemist - Kid Koala - Dj Vadim - Justin Nozuka - Le Peuple de l'Herbe